# Metal cristão
O metal cristão (ou o estrangeirismo christian metal) é um gênero musical que engloba todo estilo de metal que possua letras cristãs. Muitos não o consideram um gênero musical, por ser um termo muito abrangente. Esses o consideram apenas uma nomenclatura que agrega todos os estilos de metal com letras cristãs. O gênero pode referir-se a qualquer estilo de metal (heavy metal, power metal, metalcore, etc) que possua letras cristãs.

## História
O metal cristão tem sua origem no começo dos anos 1970. Nomes como Resurrection Band, Messiah Prophet, Jerusalem e Jesus&Mary Jane são citadas como as primeiras bandas de metal cristão. Durante os anos 80, a banda Stryper ajudou a popularizar o gênero, se tornando a primeira banda de metal cristão a conseguir disco de platina.
Uma vez que o gênero metal é popularmente associado a uma imagem de sexo e satanismo, o metal cristão tem sido criticado com frequência e recebido certa resistência pela igreja tradicional. Apesar disso, as bandas de metal cristão têm persistido e cada vez mais se multiplicam, possuindo estilos que vão desde o evangelismo claro, como as primeiras formações do Stryper, conhecidos por atirar Bíblias e cobrarem dízimo ao público, a outras bandas como King's X, que tentaram evitar a associação ao metal cristão, embora demonstrassem uma forte influência cristã em muitas das suas letras.

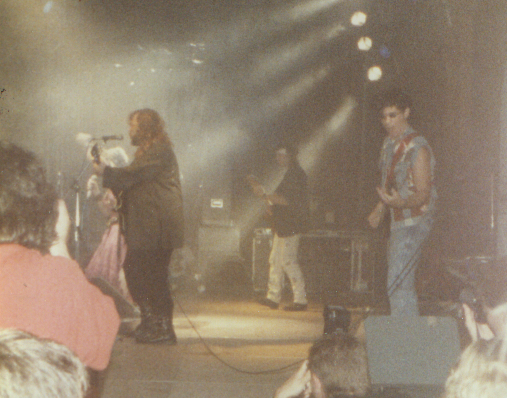
Banda Rez aka Resurrection em concerto ao vivo, Agosto 1988.

Devido ao metal cristão ser grandemente caracterizado pelo contexto lírico, existem vários subgêneros relacionados. Nos anos 80, bandas de metal cristão fortemente influenciadas pelas bandas mainstream foram influenciadas pelo glam metal, caso do Stryper, Whitecross Holy Soldier e Neon Cross. Outras bandas foram influenciadas pelo speed e thrash metal, como Tourniquet, Deliverance, Vengeance Rising e Believer.
Em 1990 o Mortification se tornou a primeira banda de christian death metal a alcançar maior reconhecimento. Embora tocassem um estilo antigo de death metal muito próximo às raízes do thrash, seu álbum, Scrolls of the Megilloth, de 1992, ainda é considerado um clássico do death metal, e foi lançado nos mercados cristão e secular. Aproximadamente no mesmo período a banda Living Sacrifice estavam tocando thrash metal/death metal; também; o Paramaecium se tornou uma das maiores bandas de doom metal cristão, e influenciariam mais tarde bandas cristãs como Pantokrator.
Horde é extensamente considerada a primeira banda cristã de black metal. Como a banda tinha apenas um membro fixo e apenas um lançamento (em 1994), Horde iniciou uma controversa com a comunidade do metal extremo, pois se opunha aos temas mais comuns de satanismo. O título do único lançamento do Horde, Hellig Usvart, significa "Sacro unBlack". Assim, o termo unblack metal passou a ser usado algumas vezes por cristãos para se referir ao black metal cristão, com o intuito de se livrar da conotação negativa do black metal.
Antestor existia antes do lançamento de Hellig Usvart, mas a música deles era mais próxima do estilo death/doom (ou como eles chamavam, de "sorrow metal"), e não era musicalmente conhecido ainda como black metal. Eles, assim como Crimson Moonlight, Divine Symphony, e outros, fazem hoje um estilo sofisticado de black metal cristão, que pode ser comparado ao de produções de bandas mainstream do black metal. Como sempre, produções mais tradicionais e cruas de bandas do black metal, como Abdijah, Light Shall Prevail, Offerblod, Arch of Thorns, Flaskavsae, Eligbbor, Bedeiah, Dormant e Firethrone, continua a existir em selos como Sneeuwstorm Produkties eGES Productions, entre outros.
Atualmente, existem bandas de metal cristão para quase todos os gêneros de metal. Contudo, particularmente a banda Extol, que tem uma mistura (que costumam mudar) de estilos, é popular entre fãs de metal cristãos e não cristãos.
Seventh Avenue, Theocracy, Narnia, Rob Rock e Divinefire, são as mais proeminentes bandas de power metal cristão. Rob Rock inicialmente fez fama como vocalista da banda de Chris Impellitteri, o Impellitteri, durante a década de 80 e década de 90. Em 2000 ele lançou seu trabalho solo, Rage of Creation. Também fez parte dos vocais da banda de heavy metal Warrior. Existem muitas outras notáveis banda, incluindo Ultimatum, Becoming the Archetype, Temple of Blood, Aletheian, Saviour Machine, Majestic Vanguard, Soul Embraced, Virgin Black, Century Sleeper, Disciple e Veni Domine.
No Brasil, as bandas mais populares são o Calvário, nascida como SOS Spirit e depois Calvary, é uma banda de heavy metal cristã, uma das primeiras do Brasil, e foi a primeira a lançar um LP no país, em 1993, o IXOYE (ou IXƟYƩ em grego IKTUS, tradução para "peixe" e também sigla de "Jesus Cristo Filho de Deus, também o Oficina G3, que ganhou popularidade na década de 90,  Antidemon, banda paulista de grindcore e death metal internacionalmente conhecida e referenciada criada em 1994, Eterna e Amintor, ascendente banda paulista de Heavy e Thrash Metal formada em 2010.
Certos artistas do metal cristão encontraram grande aceitação do público, tanto entre fãs cristãos ou não, como o The Devil Wears Prada, As I Lay Dying e Stryper. A popularidade do metalcore é especialmente baseada em bandas cristãs, como Zao, Sleeping Giant, The Devil Wears Prada, Still Remains, Wolves at the Gate e Demon Hunter.
Na edição retrospectiva da revista Revolver Magazine de 2006, o metal cristão foi eleito o fenômeno do ano. O editor chefe Tom Beaujour entrevistou os líderes do As I Lay Dying, Demon Hunter, Norma Jean, e Underoath (Tim Lambesis, Ryan Clark, Cory Brandan Putman, e Spencer Chamberlain, respectivamente) como o arquivo de capa da edição.

## Black metal cristão
É a variante cristã do black metal. O christian black metal começou em 1991 na Noruega, quando Antestor lançou a demo The Defeat of Satan. O lançamento de 1998 da banda na gravadora Cacophonous Records, The Return of the Black Death, provou ser influente no movimento. Já no Unblack metal moderno, foi liderado por grupos como Lengsel, Vaakevandring, Crimson Moonlight e Sanctifica. Os temas líricos cristianistas do unblack metal são geralmente unidos com o imaginário comum do black metal, regularmente abordando o cristianismo como matéria em questão.
Sonoramente, o unblack metal incorpora guitarras pesadas/distorcidas, vocais rasgados, rápidas passagens e melodias, e canções com estruturas não convencionais. O estilo varia entre o agressivo estilo do Horde, o sorrow metal do Antestor e Arvinger, os teclados e sintetizadores sombrios do Vaakevandring (mais sinfônico) e Vardoger ao estilo mais técnico do Drottnar.
No final da década de 1990, grupos escandinavos como Antestor, Crimson Moonlight e Vaakevandring definiram um novo rumo, onde letras anti-satânicas foram substituídas por temas que lidam com conteúdo filosófico e ideológico.

## Sanctuary International
Muitos fãs de rock e metal foram rejeitados nas igrejas em 1980. Em 1984, o Pastor Bob Beeman viu esse problema e logo começou o ministério chamado Sanctuary - The Rock and Roll Refuge. Esta bolsa de estudo trouxe muitos músicos e formou-se grupos como Tourniquet, Deliverance, Vengeance e Mortal, que logo se tornariam inovadores na cultura da música cristã.
O Sanctuary patrocinou o primeiro festival de metal cristão, o Metal Mardi Gras, realizado em 1987 em Los Angeles. Mais festivais de metal cristão foram organizados em outros lugares também. O Sanctuary se espalhou e possuia 36 paróquias em todo os Estados Unidos em 1990. As paróquias Sanctuary tiveram impacto significativo no movimento de metal cristão: grupos que mais tarde se tornariam notáveis como P.O.D., que realizou seus primeiros concertos no Santuário.
No entanto, ao final da década de 1990, sentiram que atitudes das igrejas "tradicionais" para metaleiros, roqueiros e punks se tornou mais permissiva e, portanto, não houve a necessidade de continuar e foi fechado. A Sanctuary tornou-se Sanctuary International, e atualmente dá aulas de estudos internacionais e cristianismo. Também funciona como uma estação de rádio ne internet chamada "Radio intenso", que, em 2003, atingiu cerca de 150.000 ouvintes.